# Наука
Наука је систем сређених и систематизованих знања о нама и (материјалном и нематеријалном) свету који нас окружује. То је обимна и опсежна група информација и о неком субјекту, али се та реч посебно користила за информације о физичком универзуму. Појам науке одговара грч. појму ἐπιστήμη, epistḗmē, лат. scientia, енгл. science. Како се знање повећавало, поједине методе су се доказале поузданијим од неких других, и данас су научне методе стандард за науку. То укључује кориштење пажљивог посматрања, експерименте, мерења, математику, и понављање.
- Према стандардним речницима. наука је систематски подухват који ствара и организује знања у облику објашњења и теоријских предвиђања о Универзуму (свемиру).[2][3]
- Модерна наука је откриће, као и изум. То је откриће да природа генерално делује довољно устаљено да се може описати законима, нпр. математичким. Научним истраживањима је потребно техничко осмишљавање, апстракције, апарати и организација за излагање резултата које личи на правне дескрипције.[4][5]
- У старијим и уско повезаним значењима, наука се такође односи на такав корпус знања који се може рационално објаснити и поуздано применити. Радник у области науке је познат као научник.

Да би се узео у разматрање са научног становишта, објекат посматрања мора бити подвргнут поновљеним тестирањима од стране независних посматрача. Кориштење научних метода за достизање нових открића се назива научно истраживање, и људи који раде та истраживања се зову научници. У ужем смислу, наука се назива експерименталном, док је сврха примењене науке, односно инжињерства, практично употребљавање научног знања. Научне хипотезе су едуковани предлози објашњења феномена или разумне претпоставке о природи универзума.
Научна теорија је хипотеза која је потврђена поновљеним посматрањима и мерењима. Научне теорије су обично дате као математичке форме, и увек су подложне одбацивању ако их будући експерименти оповргну. У модерном свету, научна истраживања су важне активности свих развијених држава, и од научника се очекује да објаве своја открића у референтним часописима, научним периодицима где рецензенти проверавају чињенице наведене у чланку, пре него што се он објави. Чак и после објављивања, нове научне идеје нису генерално прихваћене док се рад не понови.
Научна писменост је способност опште популације да разуме основне концепте који се односе на науку.

## Историја
Наука у ширем смислу је постојала пре модерне ере, и у многим историјским цивилизацијама. Модерна наука се разликује у свом приступу и успешна је у произвођењу резултата: 'модерна наука' дефинише оно што је наука у најстрожем смислу речи. Далеко пре модерне ере, још једна прекретна тачка је био развој класичне природне филозофије у древном грчком свету.

### Префилозофиска историја
Наука у свом оригиналном смислу је реч за тип знања (латински scientia, старогрчки језик epistemē), пре него специјализована реч за потрагу за таквим знањем. Специфично она је један од типова знања који људи могу да комуницирају један другом. На пример, знање о деловању природних ствари је било прикупљено дуго пре забележене историје и довело је до развоја комплексног апстрактног размишљања. То је показано конструисањем комплексних календара, техника за преображавање отровних биљака у јестиве, и изградњи објеката као што су пирамиде. Међутим нису прављене конзистентне свесне дистинкције између познавања појмова који су истинити у свакој заједници и других типова комуналног знања, као што су митологије и правни системи.

### Филозофске студије природе
Пре изума или открића концепта „природе“ (Старогрчки језик phusis), од стране пресократских филозофа, постојала је тенденција коришћења тих речи за описивање природног „начина“ на који биљке расту, и „начина“ на који, на пример, једно племе богослужује одређеног бога. Из тог разлога се тврди да су ти људи били први филозофи у стриктном смислу, као и први људи да праве јасну разлику између „природе“ и „конвенције“. Наука је дакле разликовала као знање природе, и ствари које су истините за свакој заједници, и име специјализоване потрага за таквим знањем је била филозофија — царство првих филозофа-физичара. Они су били углавном спекулатори или теоретичари, с посебним интересом за астрономију. У контрасту с тим, покушавање коришћења познавања природе да би се имитирала природа (вештина или технологија, грчки technē) су класични научници сматрали прикладнијим интересом за ниже класе занатлија.

### Филозофски заокрет ка људским питањима
Важна прекретница у историји ране филозофске науке је био контроверзан, мада успешан покушај Сократа да примени филозофију на изучавање људских ствари, укључујући људску природу, природу политичких заједница, и само људско знање. Он је критиковао старији тип изучавања физике као сувише чисто спекулативну активност, са недостатком самокритицизма. Он је био посебно забринут да су неки од раних физичара третирали природу као да се може претпоставити да она не садржи интелигентни ред, објашњавајући ствари само у смислу покретања и материје. Проучавање људских ствари је била област митологије и традиције. Аристотел је касније креирао систематски програм, који је био телеолошки и људски центриран. У његовој физици Сунце се креће око Земље, и многе ствари имају делом у својој природи да су оне за људе. Свака ствар има материјални, формални (идеју, облик), ефицијентни (узрок кретања) и финални узрок. Кретање и промена су описани као актуализација потенцијала који је већ у стварима, у зависности од типа свари. Док је Сократ инсистирао да филозофија треба да буде разматрање практичних питања, како људи да на најбољи начин проведу живот, Аристотел је науке поделио на теоријске - код којих онај ко проучава не мења предмет знања (математика, физика, теологика), практичне - код којих онај ко се бави проучавање делимично мења предмет  који проучава (етика, економија и политика) и поетичке (стваралачке) - код којих онај ко се бави том врстом знања у потпуности мења предмет којим се бави, а у које спадају поетика и реторика, али и све врсте техничких и занатских вештина (грађевина, бродоградња и сл.).
Аристотел је препознавао јасну разлику између науке и практичног знања занатлија, третирајући теоретске спекулације као највиши тип људске активности, практично размишљање о добром живљењу као нешто мање узвишено, а знање занатлија као нешто што је једино подесно за ниже класе. Насупрот модерним наукама, Аристотелов је нагласак стављао на теоретске кораке дедукције универзалних правила из изворних података, и није третирао сакупљање искуства и изворних података као саму науку.

### Средњовековна наука
После пада Римског царства и периодичних политичких борби и у раном средњем веку, део древног знања је изгубљен. Међутим, општа поља науке, или природне филозофије како је називана, и већи део општег знања античког света је остао сачуван путем рада раних латинских енциклопедиста попут Исидора Севиљског. Такође, у Византијском царству, многи грчки научни текстови су очувани у облику Сиријских превода које се урадиле групе попут Несторијана и Монофизита. Многи од њих су касније преведени у арапски у Калифату, при чему су многи типови класичног учења сачувани и неким случајевима унапређени. Дом мудрости је устпостављен током Абасидске ере у Багдаду, Ирак. Сматра се да је то био главни интелектуални центар, током Златног доба ислама, где су муслимански учењаци попут ал-Киндија и Ибн Сахла у Багдаду, и Ибн ел Хајтама у Каиру, цветали од деветог до тринаестог века, док Монголи нису опљачкали Багдад. Ибн ел Хајтам, касније познат на Западу као Алхазен, унапредио је Аристотелску тачку гледишта, наглашавајући значај експерименталних података и репродуктибилност резултата.
У позном средњовековном периоду, са порастом потражње за преводима, на пример за радовима Толедске преводилачке школе, западни Европљани су почели да сакупљају текстове написане не само на латинском, него и латинске преводе са грчког, арапског, и хибру језика. Текстови Аристотела, Птоломеја и Еуклида, очувани у Дому Мудрости, су били тражени међу католичким учењацима.‍:250, 255, 257 У Европи, Алхазенова De Aspectibus је директно утицала на Роџера Бејкона (13. век) у Енглеској, који се залагао за експерименталне науке, по узору на Алхазена. До позног Средњег века, синтеза католицизма и аристотелизма позната као сколастика је узела замаха у западној Европи, која је постала нови географски центар науке, мада су сви аспекти сколастике критиковани у 15. и 16. веку.

## Основна подела
Научна поља су уобичајено подељена на две основне групе: природне науке, које проучавају природне појаве (укључујући и живот у биолошком смислу) и друштвене науке, које проучавају људско понашање и друштва.
Математика, која је класификована као формална наука, има и сличности и разлике са природним и друштвеним наукама. Формална наука је витална за емпиријске науке. Велика достигнућа у формалним наукама обично доводе и до великих достигнућа у емпиријским наукама. Формалне науке су кључне у формирању хипотеза, теорија и закона, како у открићима, тако и у описивању како нешто ради (у природним наукама), и у сазнавању како људи мисле и делују (у друштвеним наукама).
Док су емпиријска истраживања природе описана чак у античко доба (нпр. од стране Аристотела, Теофраста и Плинија старијег), научне методе се користе од Средњег века (нпр. од стране Ал-Хејсема, Ел-Бирунија и Роџера Бејкона), појава модерне науке се генерално везује за модерни период познат као Научна револуција 16. и 17. века.
Формалне науке
- Логика
- Математика и информатика
- Кибернетика
- Рачунарство

### Природне науке
- 1.2 Физика
  - Акустика
  - Астродинамика
  - Астрономија
  - Астрофизика
  - Атомска и молекуларна физика
  - Оптичка физика
  - Биофизика
  - Рачунарска физика
  - Космологија
  - Динамика
  - Динамика течности
  - Квантна физика
  - Физика атмосфере - метеорологија
  - Физика материјала
  - Математичка физика
  - Механика
  - Нуклеарна физика
  - Оптика
  - Физика честица
  - Физика плазме
  - Физика полимера
- 1.3 Хемија
  - Аналитичка хемија
  - Биохемија
  - Рачунарска хемија
  - Електрохемија
  - Неорганска хемија
  - Органска хемија
  - Физичка хемија
  - Квантна хемија
  - Спектроскопија
  - Стереохемија
  - Термохемија
- 1.4 Наука о Земљи и животној средини
  - Геологија
  - Геодезија
  - Геофизика
  - Метеорологија
  - Минералогија
  - Физичка географија
  - Океанографија
  - Вулканологија
  - Палеоекологија
- 1.5 Биолошке науке
  - Биологија
  - Молекуларна биологија
  - Биохемија
  - Биофизика
  - Генетика
  - Хистологија
  - Физиологија
  - Зоологија
  - Ботаника
  - Екологија
  - Ентомологија

### Техничке науке и технологија
- 2.1 Архитектоника
  - Грађевинарство
  - Инжењерство
- 2.2 Електротехника и електроника
  - Комуникације
- 2.3 Остале техничке науке
  - Аеронаутика
  - Наука о простору
  - Механика
  - Металургија
  - Наука о материјалима
  - Геодезија
  - Индустријска хемија
  - Производња хране

### Медицинске науке
- 3.1 Темељне медицинске науке
  - Анатомија
  - Физиологија
  - Генетика
  - Фармација
  - Фармакологија
  - Токсикологија
  - Имунологија
  - Патологија
- 3.2 Клиничке медицинске науке
  - Педијатрија
  - Породништво и гинекологија
  - Интерна медицина
    - Нефрологија
    - Кардиологија
    - Гастроентерологија

  - Хирургија
  - Стоматологија
  - Неурологија
  - Психијатрија
  - Радиологија
  - Офталмологија
  - Онкологија
- 3.3 Здравствене науке
  - Јавно здравство
  - Социјална медицина
  - Хигијена
  - Медицинска нега
  - Епидемиологија

### Пољопривредне науке
- 4.1 Пољопривреда, шумарство, рибарство и придружене науке
  - Агрономија
  - Узгој животиња
  - Хортикултура
- 4.2 Ветерина

### Друштвене науке
- 5.1 Психологија
  - Бихевиорална анализа
  - Биолошка психологија
  - Когнитивна психологија
  - Клиничка психологија
  - Развојна психологија
  - Едукацијска психологија
  - Експериментална психологија
  - Здравствена психологија
  - Хуманистичка психологија
  - Индустријска и организацијска психологија
  - Неуропсихологија
  - Психологија личности
  - Психометрија
  - Психологија религиозности
  - Психофизика
  - Психологија чула и перцепције
  - Социјална психологија
- 5.2 Економија
  - Макроекономија
  - Микроекономија
    - Маркетинг
    - Стратешки менаџмент
    - Рачуноводство
    - Пословна организација
    - Спољно трговинско пословање
    - Операцијска истраживања
    - Пословна логистика
    - Истраживање тржишта
    - Промоција
    - Међународни маркетинг
    - Међународна економија
- 5.3 Едукацијске науке
  - Образовање
  - Образовне науке
    - Општа педагогија
    - Системска педагогија
    - Дидактика
    - Андрагологија
    - Дефектологија
    - Логопедија
    - Кинезиологија

  - Тренинг
- 5.4 Остале друштвене науке
  - Друштвена антропологија
  - Културолошка антропологија
  - Етнологија
  - Демографија
  - Менаџмент
  - Право
  - Политичке науке
  - Социологија
  - Организација
  - Методика
  - Информацијске науке

### Хуманистичке науке
- 6.1 Историјске науке
  - Историја
  - Археологија
  - Нумизматика
  - Генеалогија
- 6.2 Наука о језику и књижевности
  - Језикословље
  - Филологија
- 6.3 Остале хуманистичке науке
  - Филозофија
  - Наука о уметности
  - Историја уметности
  - Теологија

## Наука и религија
Наука и религија користе различите методе и имају различите циљеве.
| Наука                                                                              |                  | Религија - догма                                                                   |
| ---------------------------------------------------------------------------------- | ---------------- | ---------------------------------------------------------------------------------- |
| Научна метода                                                                      | Метода сазнавања | Откровење                                                                          |
| Рационални и логички – индукција и дедукција, хипотезе које могу да се проверавају | Мисаони процес   | Интуиција и вера                                                                   |
| Објашњење природних појава.                                                        | Циљ              | Објашњење натприродних појава. Објашњење смисла постојања. Утврђује морал и етику. |